# Saison 1964 de la Ligue canadienne de football
Chronologie
Saison précédente Saison suivante
1964 est la septième saison de la Ligue canadienne de football et la 81e saison depuis la fondation de la Canadian Rugby Football Union en 1884.

## Classements
| Clt   | Équipe                 | PJ | V  | D  | N | BP  | BC  | Pts |
| ----- | ---------------------- | -- | -- | -- | - | --- | --- | --- |
| +001, | Tiger-Cats de Hamilton | 14 | 10 | 3  | 1 | 329 | 201 | 21  |
| +002, | Rough Riders d'Ottawa  | 14 | 8  | 5  | 1 | 313 | 228 | 17  |
| +003, | Alouettes de Montréal  | 14 | 6  | 8  | 0 | 192 | 264 | 12  |
| +004, | Argonauts de Toronto   | 14 | 4  | 10 | 0 | 243 | 332 | 8   |

| Clt   | Équipe                           | PJ | V  | D  | N | BP  | BC  | Pts |
| ----- | -------------------------------- | -- | -- | -- | - | --- | --- | --- |
| +001, | Lions de la Colombie-Britannique | 16 | 11 | 2  | 3 | 328 | 168 | 25  |
| +002, | Stampeders de Calgary            | 16 | 12 | 4  | 0 | 352 | 249 | 25  |
| +003, | Roughriders de la Saskatchewan   | 16 | 9  | 7  | 0 | 330 | 282 | 18  |
| +004, | Eskimos d'Edmonton               | 16 | 4  | 12 | 0 | 222 | 458 | 8   |
| +005, | Blue Bombers de Winnipeg         | 16 | 1  | 14 | 1 | 270 | 397 | 3   |

## Séries éliminatoires

### Demi-finale de la Conférence de l'Ouest
- 7 novembre : Stampeders de Calgary 25 - Roughriders de la Saskatchewan 34
- 9 novembre : Roughriders de la Saskatchewan 6 - Stampeders de Calgary 51

Calgary remporte la série 76 à 40.

### Finale de la Conférence de l'Ouest
- 14 novembre : Lions de la Colombie-Britannique 24 - Stampeders de Calgary 10
- 18 novembre : Stampeders de Calgary 14 - Lions de la Colombie-Britannique 10
- 22 novembre : Stampeders de Calgary 14 - Lions de la Colombie-Britannique 33

La Colombie-Britannique gagne la série au meilleur de trois matchs 2 à 1 et passe au match de la coupe Grey.

### Demi-finale de la Conférence de l'Est
- 7 novembre : Alouettes de Montréal 0 - Rough Riders d'Ottawa 27

### Finale de la Conférence de l'Est
- 14 novembre : Tiger-Cats de Hamilton 13 - Rough Riders d'Ottawa 30
- 21 novembre : Rough Riders d'Ottawa 8 - Tiger-Cats de Hamilton 26

Hamilton remporte la série 39 à 38 et passe au match de la coupe Grey.

### 52ecoupe Grey
- 28 novembre : Les Lions de la Colombie-Britannique gagnent 34-24 contre les Tiger-Cats de Hamilton au stade de l'Exposition nationale à Toronto (Ontario).

## Honneurs individuels
- Trophée Schenley du meilleur joueur : Lovell Coleman (en) (DO), Stampeders de Calgary
- Trophée Schenley du meilleur joueur de ligne : Tom Brown (en) (SEC), Lions de la Colombie-Britannique
- Trophée Schenley du meilleur Canadien : Tommy Grant (en) (RÉ), Tiger-Cats de Hamilton
- Trophée Jeff-Russel (courage, habileté, jeu propre et esprit sportif dans la Conférence de l'Est) : Dick Shatto (DO), Argonauts de Toronto